# Sơn Trà (quận)
Sơn Trà là một quận nội thành cũ thuộc thành phố Đà Nẵng, Việt Nam.

## Địa lý
Quận Sơn Trà nằm ở phía đông bắc thành phố Đà Nẵng, có vị trí địa lý:
- Phía đông và phía bắc giáp Biển Đông
- Phía tây giáp quận Hải Châu với ranh giới là sông Hàn và Vịnh Đà Nẵng
- Phía nam giáp quận Ngũ Hành Sơn.

Năm 2018, dân số toàn quận là 173.455 người.
Trên địa bàn quận có bán đảo Sơn Trà và núi Sơn Trà với 4.400 ha được công nhận là khu vực bảo tồn thiên nhiên vào năm 1992. Đến cuối năm 2016, diện tích này bị mất đi 1/4, do Thủ tướng Nguyễn Xuân Phúc chấp thuận sử dụng phần đất này để phát triển thành khu du lịch quốc gia. Ở đây có chùa Linh Ứng, cũng là nơi có các căn cứ Hải quân Việt Nam quan trọng. Ngoài ra, cảng Tiên Sa cũng nằm trên địa bàn quận Sơn Trà.

## Hành chính
Quận Sơn Trà có 6 đơn vị hành chính cấp xã trực thuộc, bao gồm 6 phường: An Hải Bắc, An Hải Nam, Mân Thái, Nại Hiên Đông, Phước Mỹ, Thọ Quang.

## Lịch sử
Tháng 10 năm 1955, Chính phủ Việt Nam Cộng hòa thành lập thị xã Đà Nẵng, trong đó quận III (tương ứng với địa bàn quận Sơn Trà ngày nay) gồm 9 khu phố: An Hải, Mân Quang, Cổ Mân, Nam Thọ, Mỹ Khê, Phước Trường, Nại Hiên Đông, Tân Thái, Thượng Nghĩa.
Ngày 6 tháng 1 năm 1973, Chính phủ Việt Nam Cộng hòa giải thể 9 khu phố thuộc quận III và chia lại thành 7 phường: Nam Thọ, Mân Quang, Mân Thái, An Hải Tây, Phước Mỹ, Nại Nghĩa, An Hải Bắc.
Tháng 2 năm 1976, hai tỉnh Quảng Nam, Quảng Tín và thị xã Đà Nẵng thời Việt Nam Cộng hòa sáp nhập thành tỉnh Quảng Nam - Đà Nẵng. Lúc này, 3 quận I, II, III của thị xã Đà Nẵng cũ tạm thời trực thuộc tỉnh Quảng Nam - Đà Nẵng.
Ngày 30 tháng 8 năm 1977, Hội đồng Chính phủ ban hành Quyết định số 228-CP. Theo đó, sáp nhập 3 quận I, II, III thuộc tỉnh Quảng Nam - Đà Nẵng thành một đơn vị hành chính là thành phố Đà Nẵng.
Ngày 6 tháng 11 năm 1996, Quốc hội ban hành Nghị quyết về việc chia và điều chỉnh địa giới hành chính một số tỉnh. Theo đó, chia tỉnh Quảng Nam - Đà Nẵng thành tỉnh Quảng Nam và thành phố Đà Nẵng trực thuộc trung ương. Thành phố Đà Nẵng có địa giới hành chính bao gồm thành phố Đà Nẵng cũ và hai huyện Hòa Vang, Hoàng Sa.
Ngày 23 tháng 1 năm 1997, Chính phủ ban hành Nghị định số 07/1997/NĐ-CP. Theo đó, thành lập quận Sơn Trà trên cơ sở toàn bộ diện tích và dân số của 7 phường: An Hải Tây, An Hải Bắc, An Hải Đông, Nại Hiên Đông, Mân Thái, Phước Mỹ, Thọ Quang thuộc khu vực III, thuộc thành phố Đà Nẵng cũ.
Sau khi thành lập, quận có 5.972 ha diện tích tự nhiên và 96.756 người.

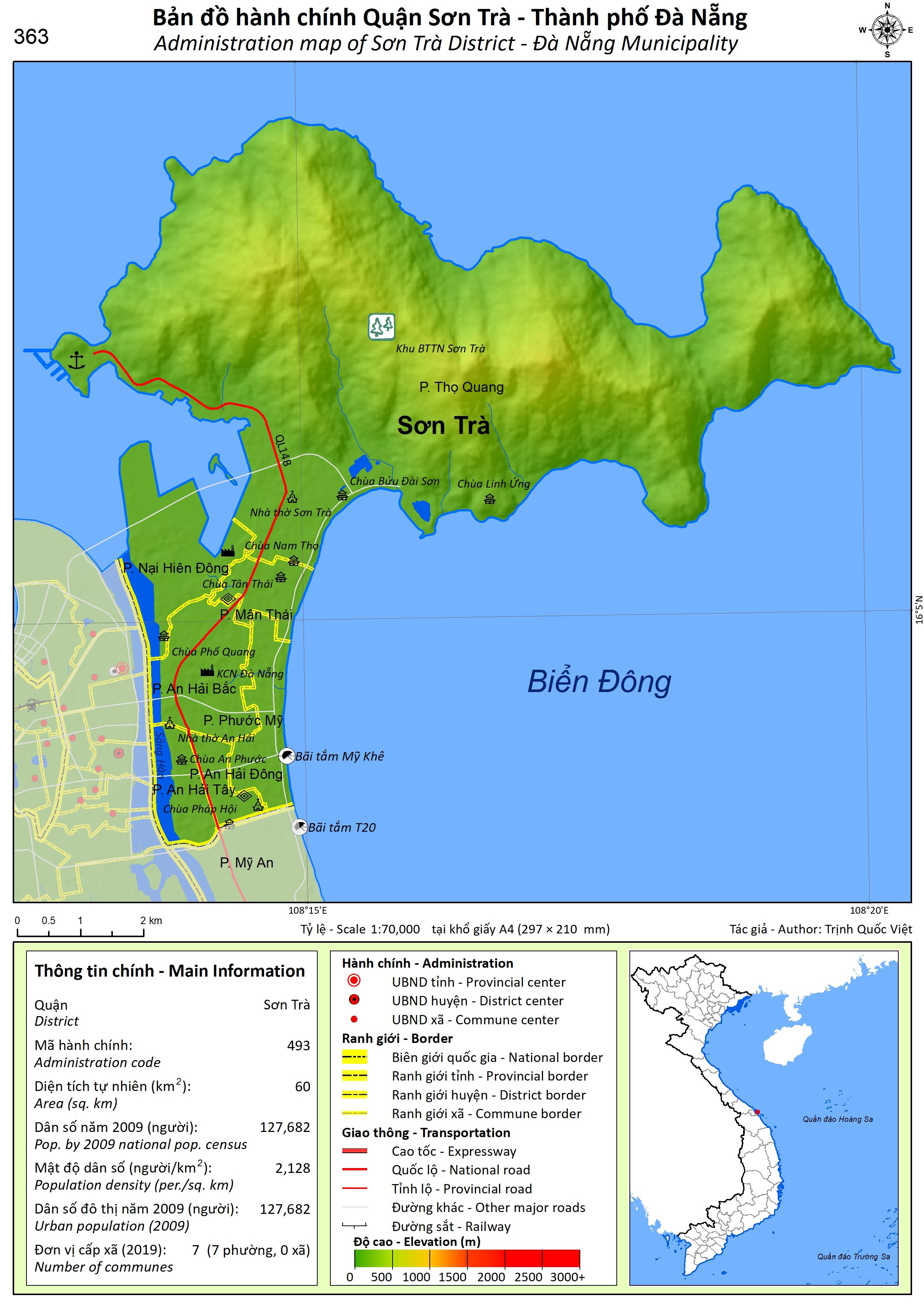
Bản đồ hành chính quận Sơn Trà

Ngày 24 tháng 10 năm 2024, Ủy ban Thường vụ Quốc hội ban hành Nghị quyết số 1251/NQ-UBTVQH15 về việc sắp xếp đơn vị hành chính cấp huyện, cấp xã của thành phố Đà Nẵng giai đoạn 2023 – 2025 (nghị quyết có hiệu lực từ ngày 1 tháng 1 năm 2025). Theo đó:
- Thành lập phường An Hải Nam trên cơ sở phường An Hải Đông và phường An Hải Tây.
- Điều chỉnh một phần diện tích tự nhiên và quy mô dân số của phường Thọ Quang vào phường Mân Thái.

Sau khi sắp xếp, quận Sơn Trà có 6 phường trực thuộc như hiện nay.

## Kinh tế - xã hội

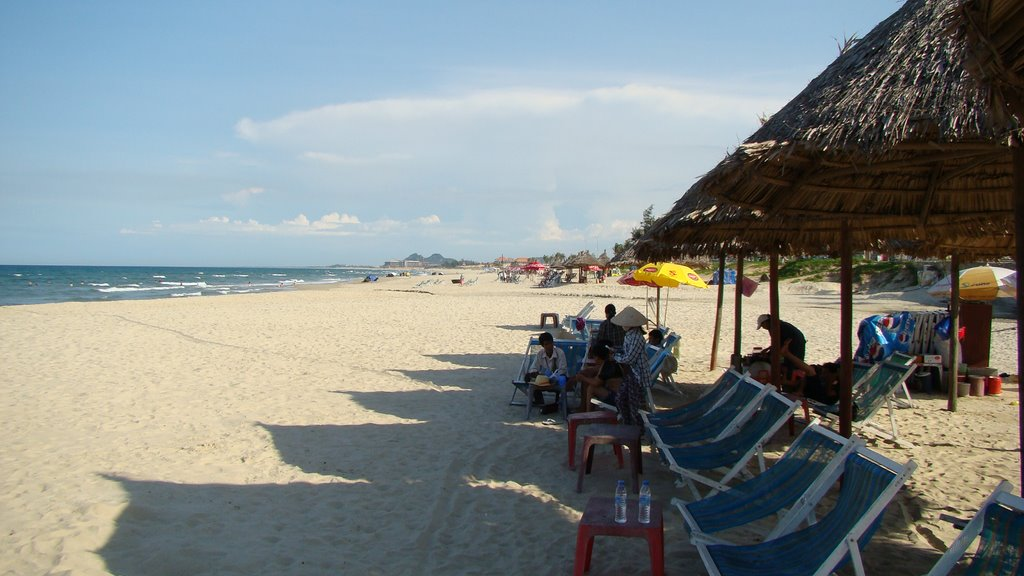
Một bãi biển tại quận Sơn Trà

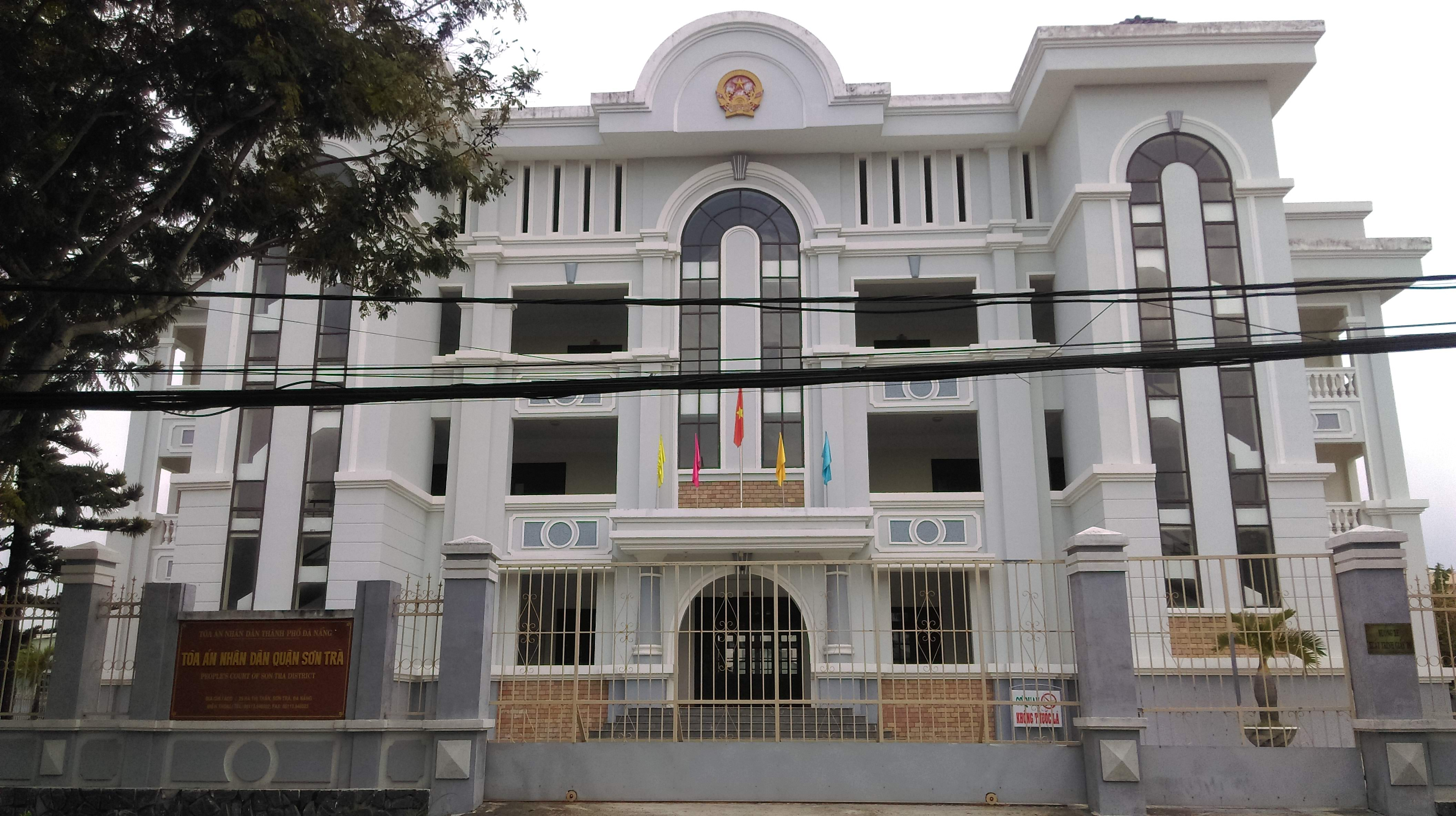
Tòa án Nhân dân quận Sơn Trà

Quận Sơn Trà là nơi có khu công nghiệp An Đồn - khu công nghiệp đầu tiên của Đà Nẵng. Bán đảo Sơn Trà có cảnh quan đẹp với bãi biển Sơn Trà là nơi đang có nhiều dự án khu nghỉ mát đang được xây dựng.
Quận Sơn Trà có vị trí quan trọng về kinh tế, có cảng biển Tiên Sa là cửa khẩu quan hệ kinh tế quốc tế không chỉ của thành phố Đà Nẵng mà của cả khu vực miền Trung, Tây Nguyên và các nước Lào, đông bắc Thái Lan, Myanmar. Với khu bảo tồn thiên nhiên Sơn Trà, một dãy bờ biển đẹp với nhiều bãi san hô lớn, Sơn Trà có điều kiện thuận lợi trong việc giao lưu kinh tế và phát triển du lịch dựa trên du lịch sinh thái và du lịch biển.

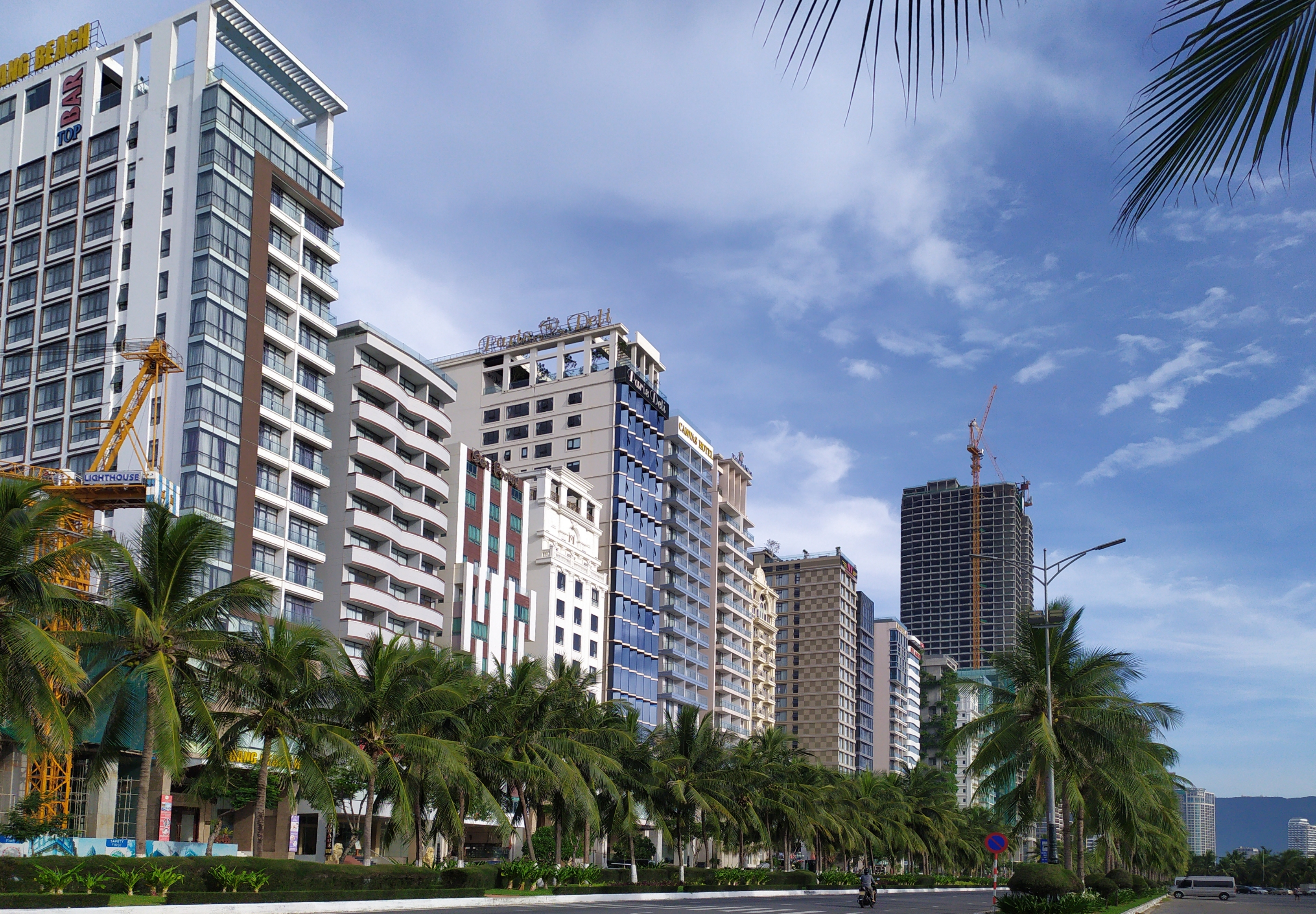
Dãy khách sạn dọc đường biển.

Hiện nay, trên địa bàn quận Sơn Trà đã và đang hình thành một số khu đô thị cao cấp như: Khu đô thị Phúc Lộc Viên, Khu đô thị Làng Châu Âu (Europe Village), Khu đô thị An Viên City, Khu đô thị Ngô Quyền Shopping House, Khu đô thị The Sun City Riverside Da Nang,...

### Giáo dục
Một số trường Đại học, Cao đẳng đóng trên địa bàn quận:
- Đại học Greenwich.
- Học viện Chính trị - Hành chính khu vực 3.
- Cao đẳng Lương Thực Thực Phẩm.

### Y tế
Một số bệnh viện đóng trên địa bàn quận:
- Bệnh viện 199: Số 216, Nguyễn Công Trứ, An Hải Bắc.
- Trung tâm y tế quận Sơn Trà: Số 1118 - đường Ngô Quyền, phường An Hải Tây.

## Giao thông

### Đường phố
- An Đồn
- An Hải Bắc
- An Mỹ
- An Vĩnh
- Bình Than
- Bùi Dương Lịch
- Bùi Hữu Nghĩa
- Bùi Huy Bích
- Bùi Lâm
- Bùi Quốc Hưng
- Bùi Thị Xuân
- Cao Bá Nhạ
- Cao Bá Quát
- Cao Lỗ
- Chính Hữu
- Chu Huy Mân
- Dã Tượng
- Đặng Nhữ Lâm
- Đặng Trần Côn
- Đặng Vũ Hỷ
- Đào Duy Kỳ
- Đinh Công Trứ
- Đinh Đạt
- Đinh Lễ
- Đinh Nhật Thận
- Đinh Thị Hòa
- Đỗ Anh Hàn
- Đỗ Hành
- Đỗ Huy Uyển
- Đỗ Thế Chấp
- Đỗ Xuân Hợp
- Đông Du
- Đông Giang
- Đông Kinh Nghĩa Thục
- Dương Đình Nghệ
- Dương Lâm
- Dương Thạc
- Dương Thanh
- Dương Trí Trạch
- Dương Tự Minh
- Dương Văn An
- Dương Vân Nga
- Giáp Hải
- Hà Bổng
- Hà Chương
- Hà Đặc
- Hà Kỳ Ngộ
- Hà Thị Thân
- Hà Tông Huân
- Hồ Hán Thương
- Hồ Học Lãm
- Hồ Nghinh
- Hồ Sĩ Phấn
- Hồ Sĩ Tân
- Hồ Thấu
- Hoa Lư
- Hoàng Đức Lương
- Hoàng Quốc Việt
- Hoàng Sa
- Hoàng Sĩ Khải
- Hoàng Việt
- Hương Hải Thiền Sư
- Huy Du
- Huyền Quang
- Khúc Hạo
- Khúc Thừa Dụ
- Lâm Hoành
- Lê Bình
- Lê Bôi
- Lê Cảnh Tuân
- Lê Chân
- Lê Đức Thọ
- Lê Hữu Kiều
- Lê Hữu Trác
- Lê Lâm
- Lê Mạnh Trinh
- Lê Ninh
- Lê Phụ Trần
- Lê Phụng Hiểu
- Lê Tấn Toán
- Lê Tấn Trung
- Lê Thước
- Lê Văn Duyệt
- Lê Văn Huân
- Lê Văn Lương
- Lê Văn Quý
- Lê Văn Thiêm
- Lê Văn Thứ
- Loseby
- Lương Hữu Khánh
- Lương Thế Vinh
- Lưu Hữu Phước
- Lý Đạo Thành
- Lý Nam Đế
- Lý Nhật Quang
- Lý Thánh Tông
- Lý Tử Tấn
- Lý Văn Tố
- Mai Hắc Đế
- Morrison
- Ngô Cao Lãng
- Ngô Quang Huy
- Ngô Quyền
- Ngô Thì Hiệu
- Ngô Thì Hương
- Ngô Thì Sĩ
- Ngô Thì Trí
- Ngô Trí Hòa
- Ngọc Hân
- Nguyễn Bỉnh Khiêm
- Nguyễn Cao Luyện
- Nguyễn Chế Nghĩa
- Nguyễn Chí Diểu
- Nguyễn Công Sáu
- Nguyễn Công Trứ
- Nguyễn Đăng Giai
- Nguyễn Đăng Tuyến
- Nguyễn Địa Lô
- Nguyễn Đình
- Nguyễn Đình Hoàn
- Nguyễn Đức An
- Nguyễn Duy Hiệu
- Nguyễn Gia Trí
- Nguyễn Hiền
- Nguyễn Hữu An
- Nguyễn Hữu Thông
- Nguyễn Huy Chương
- Nguyễn Khắc Cần
- Nguyễn Lâm
- Nguyễn Phan Vinh
- Nguyễn Phục
- Nguyễn Sáng
- Nguyễn Sĩ Cố
- Nguyễn Thế Lộc
- Nguyễn Thị Ba
- Nguyễn Thị Định
- Nguyễn Thị Hồng
- Nguyễn Thiện Kế
- Nguyễn Thiếp
- Nguyễn Thông
- Nguyễn Trọng Nghĩa
- Nguyễn Trực
- Nguyễn Trung Trực
- Nguyễn Tuân
- Nguyễn Tuấn Thiện
- Nguyễn Văn Siêu
- Nguyễn Văn Thoại
- Nguyễn Xuân Khoát
- Phạm Bằng
- Phạm Cự Lượng
- Phạm Huy Thông
- Phạm Quang Ảnh
- Phạm Thiều
- Phạm Tu
- Phạm Vấn
- Phạm Văn Đồng
- Phạm Văn Xảo
- Phan Bá Phiến
- Phan Bá Vành
- Phan Bôi
- Phan Huy Chú
- Phan Huy Ích
- Phan Huy Thực
- Phan Thúc Duyện
- Phan Tứ
- Phan Văn Hớn
- Phó Đức Chính
- Phúc Lộc Viên
- Phùng Khắc Khoan
- Phùng Tá Chu
- Phước Huệ
- Sương Nguyệt Ánh
- Tạ Mỹ Duật
- Tân Thuận
- Thạch Lam
- Thế Lữ
- Thích Thiện Chiếu
- Thôi Hữu
- Thủ Khoa Huân
- Tô Hiến Thành
- Tôn Quang Phiệt
- Trần Bạch Đằng
- Trần Đình Đàn
- Trần Đức Thông
- Trần Duy Chiến
- Trần Hưng Đạo
- Trần Hữu Tước
- Trần Khát Chân
- Trần Nguyên Hãn
- Trần Nhân Tông
- Trần Nhật Duật
- Trần Quang Diệu
- Trần Quang Khải
- Trần Sâm
- Trần Thanh Mại
- Trần Thánh Tông
- Trần Thuyết
- Trần Văn Dũng
- Triệu Việt Vương
- Trương Định
- Trương Hán Siêu
- Trương Quốc Dụng
- Trương Quyền
- Vân Đồn
- Võ Duy Ninh
- Võ Nghĩa
- Võ Nguyên Giáp
- Võ Trường Toản
- Võ Văn Kiệt
- Vũ Đình Long
- Vũ Ngọc Nhạ
- Vũ Tông Phan
- Vũ Văn Dũng
- Vương Thừa Vũ
- Yết Kiêu